# Joop Wouters
Joseph B.C. (Joop) Wouters (Zwijndrecht, 7 mei 1942) is een Nederlands beeldhouwer.

## Leven en werk
Wouters werd opgeleid bij onder anderen Peter Roovers aan de Koninklijke Academie voor Kunst en Vormgeving (1959-1962) in Den Bosch, de steenhouwersopleiding van C.V.V. (1965-1966) en de Academie Artibus (1965-1968) in Utrecht bij Abram Stokhof de Jong en Piet Jungblut. Hij was uitvoerder van Jeannot Bürgi (1966-1968) en vestigde zich in 1970 als zelfstandig beeldhouwer. Wouters maakt sculpturen in steen. Hij exposeerde onder meer bij het Genootschap Kunstliefde, het Stedelijk Museum Amsterdam en het Gooisch Scheppend Ambacht. De kunstenaar woont en werkt in Frankrijk.

## Werken (selectie)
- 1982 Stadsvernieuwing voor woningbouwvereniging Kombinatie 77, Koningin Wilhelminalaan 9, Utrecht
- 1988 Basta, Abstederdijk, Utrecht
- 1988 Het geheim, Albrachthof, Utrecht
- 1998 Golf met zwemmer, H.G. van Kempensingel, Woerden

## Fotogalerij

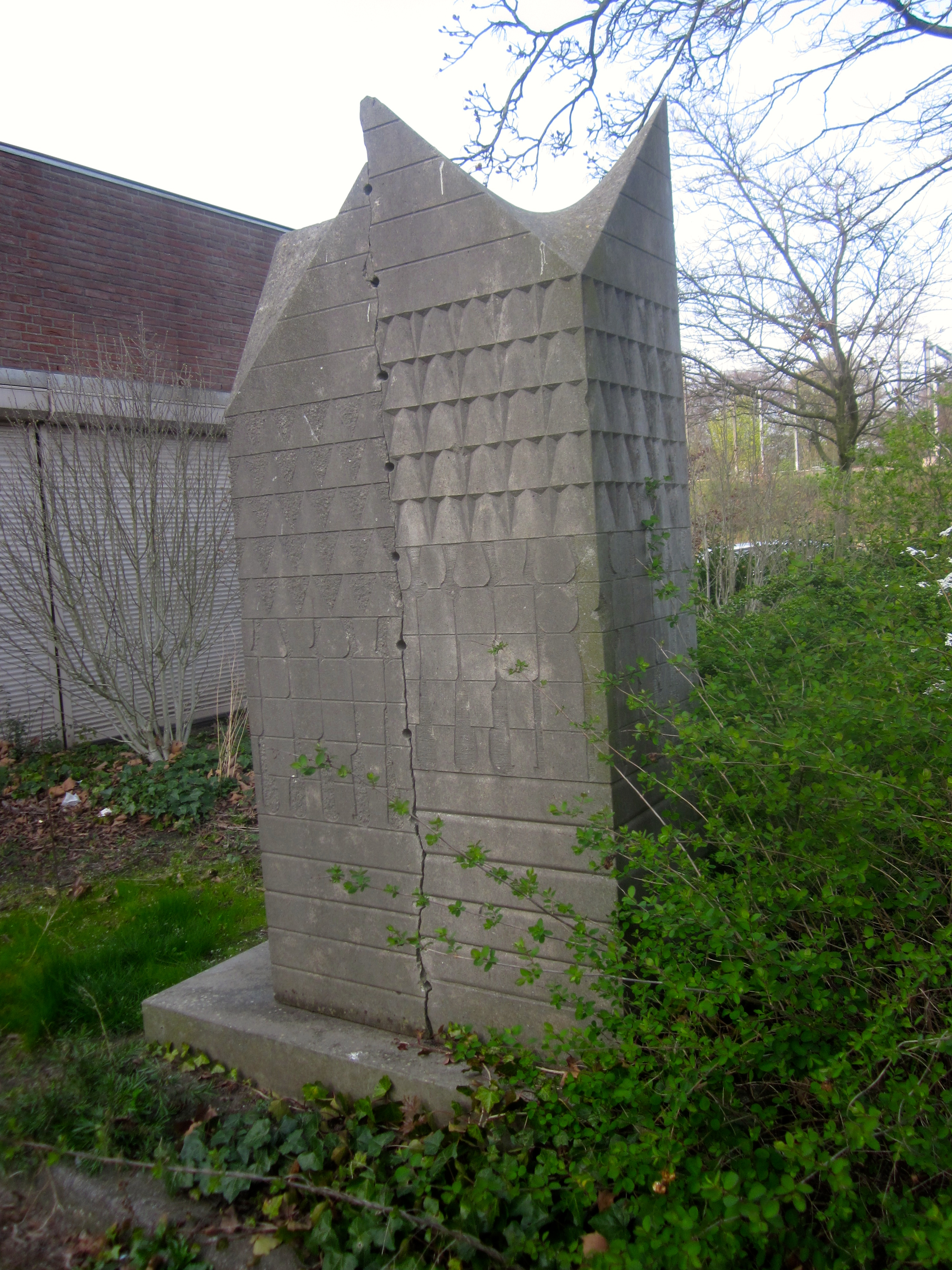
Stadsvernieuwing (1982)
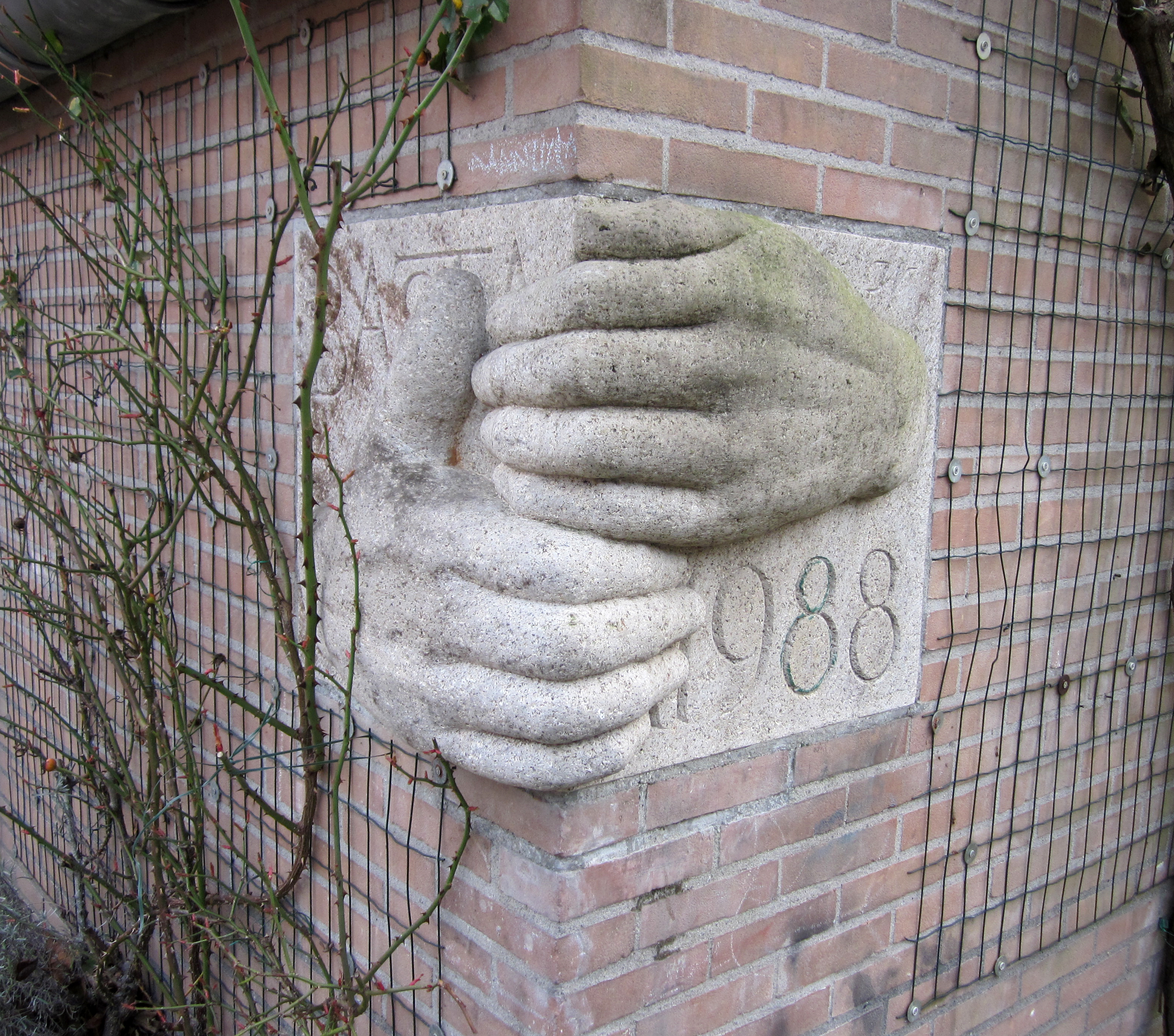
Basta (1988)
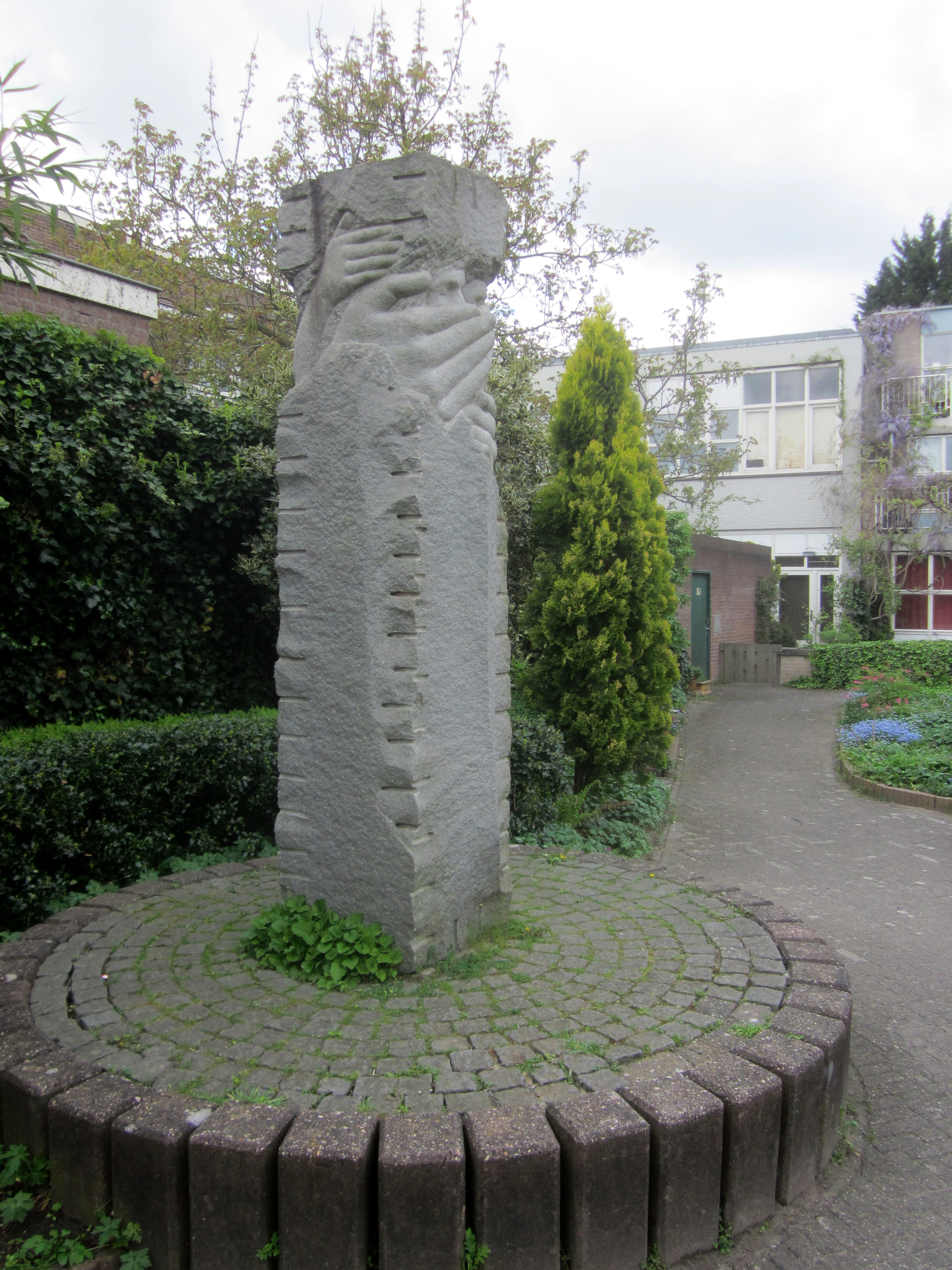
Het geheim (1988)
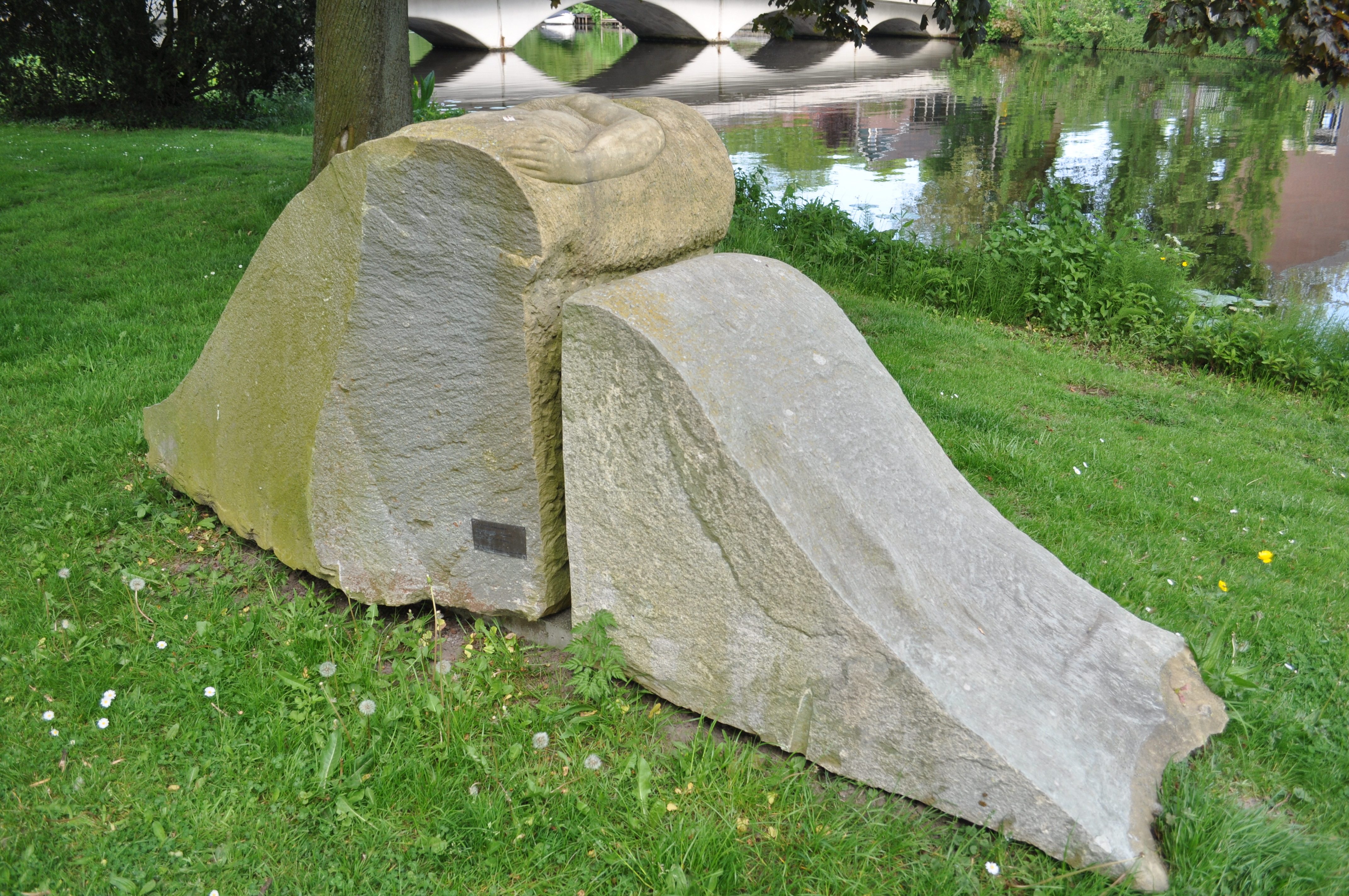
Golf met zwemmer (1998)